# 中国自動車道女子中学生手錠放置事件
中国自動車道女子中学生手錠放置事件（ちゅうごくじどうしゃどうじょしちゅがくせいてじょうほうちじけん）は、2001年（平成13年）7月24日に兵庫県神戸市北区の中国自動車道で起こった事件。

## 事件の経緯

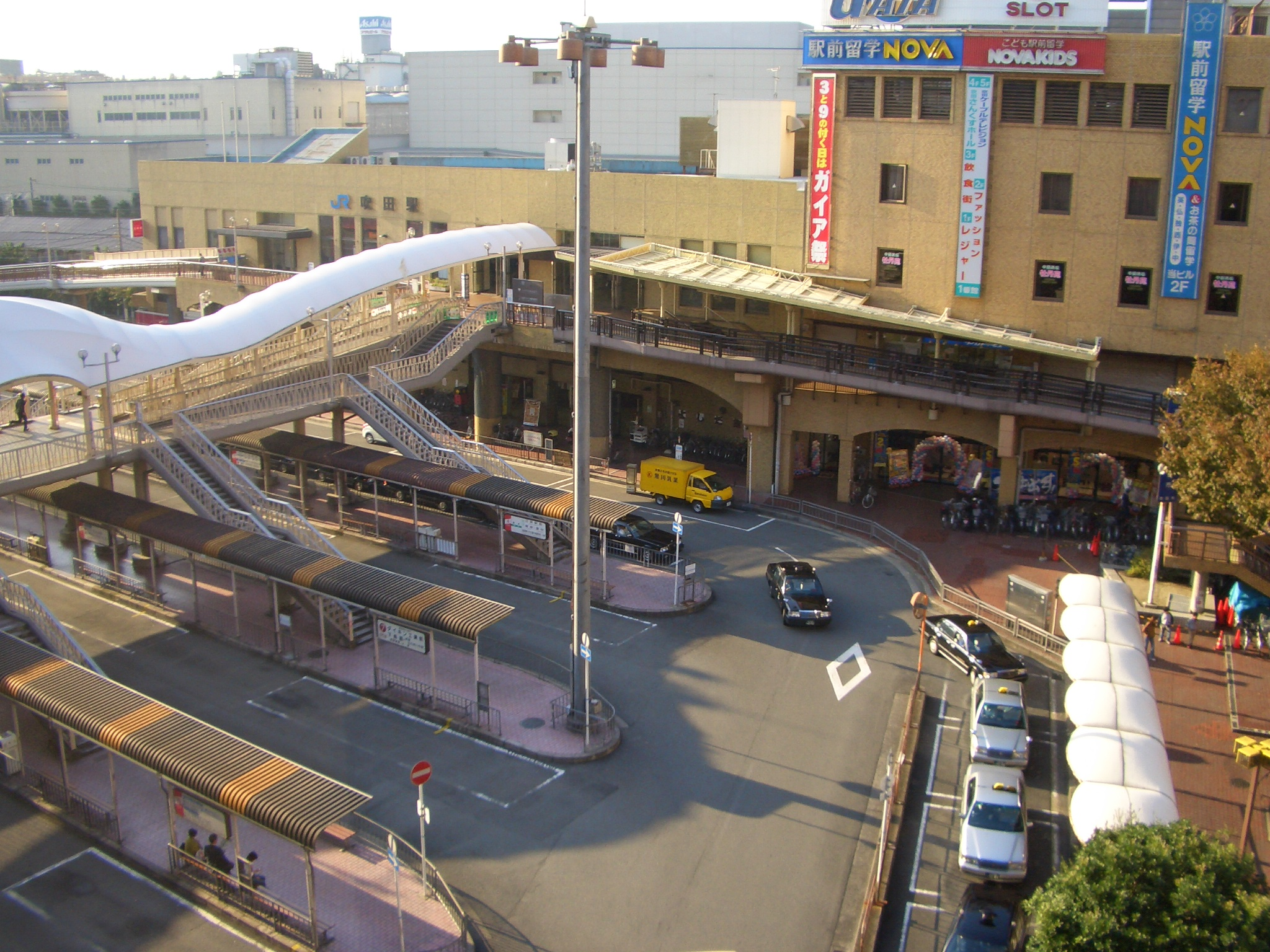
吹田駅前の様子

2001年（平成13年）7月24日午後10時36分に、中国自動車道の神戸市北区の下り車線を通りかかったトラック運転手が、路肩付近で車線を塞ぐようにうつ伏せに倒れている「人らしき物体」に気がついた。現場から10mほど先に車を停めて確認すると、血の流れる跡が見えたため警察に通報した。通報している最中に10トントラックが被害者を轢いて走り去った。その後、運転手の仲間に発炎筒を持ってこさせ、現場の先に置いたという。約1時間後に救急車が到着した時には、被害者はまだ存命していた。担架に乗せられる際に、両手にシルバーの鉄製手錠が嵌められていたのを運転手らが確認している。
被害者は大阪府大阪市東淀川区に住む12歳の女子中学生で、4人姉弟の次女だった。病院に搬送された被害者は心肺停止状態で瞳孔も開いていた。また、頭部や顔面は血だらけで身体のあちこちに擦過傷があり、特に背中から尻にかけて皮膚が広範囲に剥離している状態だった。また、後頭部が割れており、頭蓋骨骨折および脳挫傷で、大腿骨は原形が分からないほど複雑骨折していたという。
病院では懸命な治療が行われたが、25日未明に被害者は失血死した。同年9月8日に、被害者に手錠をかけて監禁し、高速道路上に放置した疑いで、中学校教師のF（当時34歳）が兵庫県警によって逮捕された。Fは手錠マニアで、女子中学生やレイプ行為に執着する性倒錯者であった。Fは警察の取り調べに対して「被害者が中学生で嬉しかった。10代半ばの女性を援助交際の相手にしたかった」と供述している。
7月24日夜にFはツーショットダイヤルを通じて被害者と知り合い、JR吹田駅前で被害者と落ち合った。Fは被害者をワゴン車に乗せ、宝塚インターチェンジから中国自動車道に入った。途中、Fは後部座席に乗っていた被害者に手錠を掛けて、催涙スプレーを吹きかけた。神戸市北区に差しかかったあたりで、被害者は手錠姿のまま後部座席のドアを開け、時速80kmで走っていた車内から飛び降りた。Fはすぐに被害者の転落に気づいたが、そのまま逃げ去った。
また、被害者を轢き逃げした疑いで9月25日から事情聴取を受けていた鳥取県在住のトラック運転手（当時53歳）が、9月30日に、聴取の合間に自殺した。

## 裁判
裁判で検察側は「援助交際ではなく、最初から暴行する目的で女生徒を監禁し、この女子生徒が車外に落下したことを認知しながらも、自分の保身を優先するあまりに現場から立ち去っており、殺人罪に匹敵する重罪」として、被告人に懲役12年を求刑した。対して、被告人の弁護側は「監禁しようとした事実はあったにせよ、女子生徒がクルマから飛び降りることは被告人の想定外で、しかも死因は後続車にあるのだから過失致死や殺人と同レベルの重罪はあまり酷である。援助交際をして金銭を得ようとしていたことなども判断すれば、責任は死んだ女子中学生にも存在する」として検察側に反論した。判決では弁護側の主張が採用され、2002年（平成14年）3月25日に神戸地裁（森岡安広裁判長）は被告人に懲役6年の実刑判決を言い渡した。
検察側は量刑を不服として大阪高裁に控訴したが、大阪高裁（白井万久裁判長）は2002年11月26日に、「一審の懲役6年という判決が軽すぎるとは言えない」として、第一審の判決を支持し、検察側の控訴を棄却する判決を言い渡した。

## 被害者の家庭
被害者の家庭では生活保護を受給していた。被害者は父親から虐待を受けており、2000年夏に3歳年上の長女と共に児童相談所を訪れて、11月から別々の施設に預けられていた。
友人の話によると、被害者がテレクラやツーショットダイヤルにのめり込むようになったのは2000年の6月以降である。
父親はアルコール依存症で、評判はよくなかった。また、香典を持ってこない記者に対しては取材を拒否するなど、記者たちの間でも評判はきわめて悪かった。また被害者は、金を貰って父親と性行為をしていると被害者の妹に話していた。